# Gerichtsamt Leipzig II

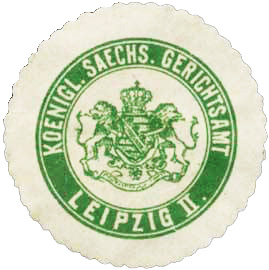
Siegelmarke des Gerichtsamtes Leipzig II

Das Gerichtsamt Leipzig II war eine untere Justiz- und Verwaltungsbehörde im Königreich Sachsen. Sie existierte von 1856 bis 1879.

## Geschichte
Auf der Grundlage des Gesetzes vom 11. August 1855 über die künftige Einrichtung der Behörden erster Instanz für die Rechtspflege und Verwaltung in Sachsen wurden 1856 für das Umland von Leipzig die beiden Königlichen Gerichtsämter Leipzig I und II eröffnet. Die Aufteilung auf die beiden Ämter geschah anhand einer gedachten Nord-Süd-Linie in zwei annähernd gleich große Gerichtsbezirke, dem westlichen zugeordnet war das Gerichtsamt Leipzig II, dem östlichen jenes mit der Nummer I.
Das Gebiet des Gerichtsamtes II umfasste etwa 160 km² und hatte anfangs etwa 26.000 Einwohner. Leiter der Einrichtung als Gerichtsamtmann wurde zunächst Franz Christian Gustav Stimmel, zuvor Direktor des Ratslandgerichts Leipzig, dem aber wegen einer Beförderung schon nach wenigen Monaten der bisherige Direktor des Königlichen Landgerichts Zwickau, Carl Moritz Böhme, folgte. Das Gerichtsamt Leipzig II hatte zu seiner Eröffnung 18 Mitarbeiter, zum Zeitpunkt seiner Schließung 22. Als Amtsblatt diente das Wochenblatt „Leipziger Dorfanzeiger“. Das Gerichtsamt Leipzig II unterstand dem Königlichen Bezirksgericht Leipzig.
Nach der Neustrukturierung der Gerichtsorganisation gemäß dem Gesetz über die Organisation der Behörden für die innere Verwaltung vom 21. April 1873 gingen die Verwaltungsbefugnisse des Gerichtsamtes 1874 auf die neu gebildete Amtshauptmannschaft Leipzig über. Die Angelegenheiten der Justiz übernahm ab 1879 das Amtsgericht Leipzig.

## Sitz und Zuständigkeit
Das Gerichtsamt Leipzig II hatte seinen Sitz in der dritten Etage des Turmgebäudes der Pleißenburg, wo bereits zuvor Teile des Kreisamtes Leipzig untergebracht waren.
In seine Zuständigkeit fielen die hauptsächlich westlich, aber auch südlich von Leipzig gelegenen, folgenden Orte
| - Auenhain - Barneck - Böhlitz - Breitenfeld - Burghausen - Connewitz - Cospuden - Cröbern - Crostewitz - Dölitz - Dösen - Ehrenberg - Eutritzsch - Gautzsch - Göbschelwitz | - Gohlis - Gundorf - Hänichen - Lauer - Leutzsch - Lindenau - Lindenthal - Lößnig - Lützschena - Markkleeberg - Meusdorf - Möckern - Oetzsch - Plagwitz - Podelwitz | - Probstheida - Quasnitz - Raschwitz - Schleußig - Schönau - Seehausen - Stahmeln - Thonberg - Wachau - Wahren - Groß- und Kleinwiederitzsch - Windorf - Groß- und Kleinzschocher - Ehrenberger Forstrevier. |

Außerdem gaben 1856 im westlichen Leipziger Umland 14 Rittergüter die ihnen bis dahin zugestandene Gerichtsbarkeit an den Staat ab. Auch diese juristischen Befugnisse fielen nun auf das Gerichtsamt Leipzig II.

## Trivia

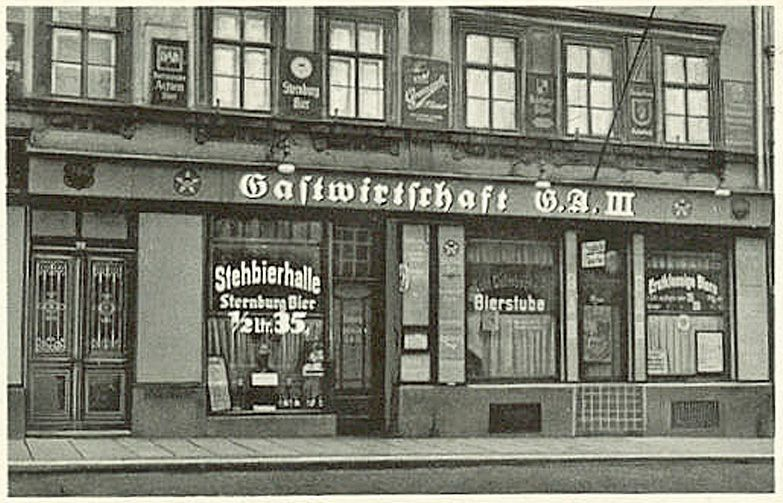
Gastwirtschaft G. A. III (Gerichtsamt III)

Im Peterssteinweg 3, also nicht weit von der ehemaligen Pleißenburg gab es eine Gastwirtschaft „Gerichtsamt III“ – abgekürzt „G. A. III“ – also quasi ein Angebot der „Fortsetzung“ nach einer Verhandlung in den Gerichtsämtern I oder II. Die Gastwirtschaft hatte längeren Bestand als die Gerichtsämter. Nebenstehendes Bild stammt von etwa 1920, und auch im Telefonbuch Leipzig von 1943 taucht G. A. III noch auf. Das Haus wurde beim Luftangriff auf Leipzig am 4. Dezember 1943 zerstört.